# Прва савезна лига Југославије у хокеју на леду 1951.
Прва савезна лига Југославије у хокеју на леду 1951. је четврто послератно првенство Југославије, које је одиграно у Крањској Гори и Планици опет по турнирском систему.
Првенство је одиграно као четвородневни турнир који се одржао од 16. до 19. јануара 1951. Примењен је исти систем као у претходној години, а учествовала су четири клуба.

## Клубови
- Партизан, Београд
- Љубљана, Љубљана
- Младост, Загреб
- Загреб, Загреб

Играо је свако са сваким по једну утакмицу. За победу су се добијала 2, нерешено 1, а пораз 0 бодова.

## Коначни пласман
| Екипа                | ИГ | Д | Н | ИЗ | ГД | ГП | ГР  | Б |
| -------------------- | -- | - | - | -- | -- | -- | --- | - |
| 1. Партизан, Београд | 3  | 3 | 0 | 0  | 31 | 2  | +29 | 6 |
| 2. Младост Загреб    | 3  | 2 | 0 | 1  | 17 | 16 | +1  | 4 |
| 3. Љубљана, Љубљана  | 3  | 1 | 0 | 2  | 8  | 18 | -10 | 2 |
| 4. Загреб, Загреб    | 3  | 0 | 0 | 3  | 6  | 26 | -20 | 0 |

ИГ = одиграо, Д = победио, Н = нешерио, ИЗ = изгубио, ГД = голова дао, ГП = голова примио, ГР = гол-разлика, Б = бодова
| Првак Прве савезна лиге Југославије у хокеју на леду 1951. |
| ---------------------------------------------------------- |
| ХК Партизан 2. титула                                      |